# Contragolpe (boxeo)
Un contragolpe es un golpe de boxeo que sigue inmediatamente a un ataque lanzado por un oponente. Aprovecha la apertura creada en la guardia de un oponente.

## Técnica
Los contragolpeadores son luchadores tácticos y defensivos que confían en los errores del oponente para obtener una ventaja de ataque para obtener tarjetas de puntuación o la posibilidad de un nocaut. Usan sus habilidades defensivas completas para evitar o bloquear tiros con el fin de colocar inmediatamente golpes oportunos en los oponentes que han perdido la guardia.
Los boxeadores que luchan contra los contragolpeadores deben fintar y ocultar constantemente sus golpes ofensivos para evitar la anticipación del contragolpe. Los boxeadores exitosos que usan este estilo deben tener buenos reflejos, inteligencia, precisión de golpe y una velocidad de manos superior a la media.
| - El boxeador B hace un contragolpe jab de izquierda al cuerpo siguiendo el golpe directo de derecha del boxeador A. - El jab de izquierda del boxeador A es contrarrestado por el boxeador B lanzando un golpe directo de derecha a la cabeza. - El boxeador B usa un puñetazo bolo como un contragolpe efectivo a un jab de izquierda del boxeador A. |

## Exponentes notables
- Young Corbett III
- Mike Tyson
- Marvin Hagler
- Bernard Hopkins
- Ricardo López
- Juan Manuel Márquez[4]
- Canelo Álvarez
- Floyd Mayweather Jr.
- Willie Pep
- Jerry Quarry
- Salvador Sánchez
- James Toney
- Pernell Whitaker